# Rieutort-de-Randon
Rieutort-de-Randon (okcitán nyelven Rieutòrt de Randon) korábbi község Franciaország Okcitánia régiójában, Lozère megyében. 2011-ben 755 lakosa volt, ezzel a kanton legnépesebb községe.
2019. január 1-jén négy másik korábbi községgel egyesült és az így létrejött Monts-de-Randon új község része lett.

## Fekvése
Rieutort-de-Randon a Margeride-hegység nyugati oldalán fekszik, Saint-Amans-tól 3,5 km-re délkeletre, 1120 méteres (a községterület 1034-1551 méteres) tengerszint feletti magasságban, a Colagne folyó völgyében (a Colagne-on hozták létre a Charpal-víztározót a község keleti határán). A falutól keletre magasodik a Truc de Fortunio (1551 m), a Margeride legmagasabb csúcsa, vele szemben a Palais du Roi-fennsík magasodik, hatalmas telepített fenyvesével. A Charpal-tavat (mely Mende ivóvízellátását biztosítja) kiterjedt állami erdőség (Forêt Domaniale de Charpal) veszi körül.
Északról Saint-Amans és Estables,  keletről Arzenc-de-Randon, délről Le Born, Mende és Chastel-Nouvel, nyugatról pedig Servières, Lachamp és Ribennes községekkel határos.
Rieutort-de-Randonon áthalad a Saint-Chély-d’Apchert  (31 km) Mende-ot (18 km) összekötő N106-os főút. A D1-es megyei út Laubert (17 km) és Marvejols (23 km); a D59-es pedig Estables felé teremt összeköttetést.
A községhez tartozik Vitrolles, Vitrollettes, Le Bouchet, Ponges, Le Savigner, Mallasagne, La Roche, La Veissière, La Brugère, Le Monteil, Coulagnes-Basses és Coulagnes-Hautes.

## Története
Rieutort-de-Randon a történelmi Gévaudan tartomány Randoni báróságához tartozott. 1961. augusztus 25-én nevét Rieutort-ról Rieutort-de-Randonra változtatták.

### Demográfia
| Év   | Lakosság |
| ---- | -------- |
| 1793 | 1800     |
| 1851 | 1331     |
| 1876 | 1508     |
| 1901 | 1635     |
| 1936 | 1349     |

| Év   | Lakosság |
| ---- | -------- |
| 1946 | 1188     |
| 1954 | 1032     |
| 1962 | 897      |
| 1968 | 715      |

| Év   | Lakosság |
| ---- | -------- |
| 1975 | 684      |
| 1982 | 661      |
| 1990 | 585      |
| 1999 | 646      |
| 2010 | 756      |

## Nevezetességei
- A Saint-Julien-templom 1847-ben épült gránitból.
- A Truc de Fortunio (1551 m) tetején kilátóhely és nagy televíziótorony található.
- Régi malom a Colagne-folyón
- Saint-Ferréol-kápolna
- Savigner-dolmen

## Képtár

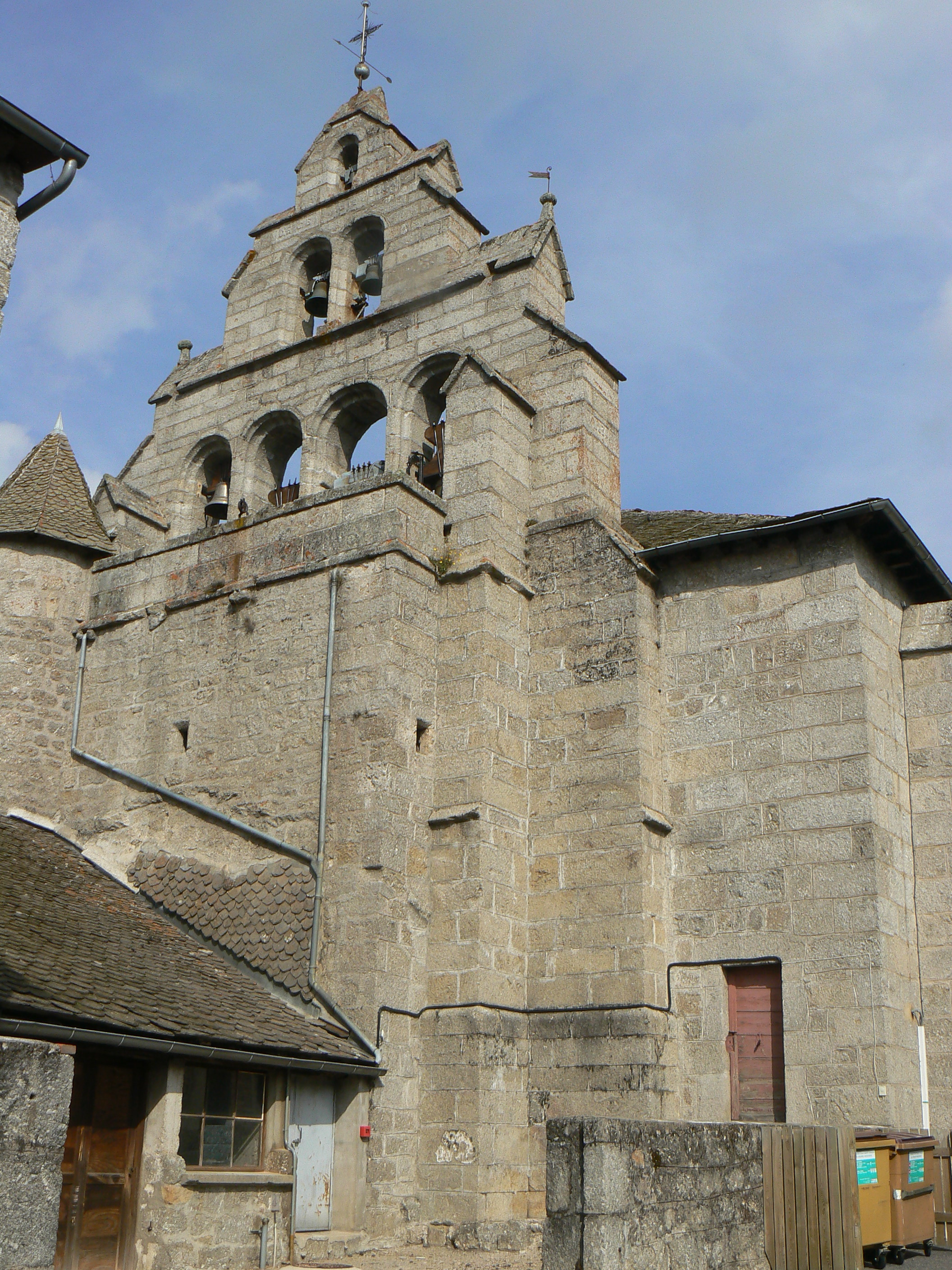
Rieutort-de-Randon temploma
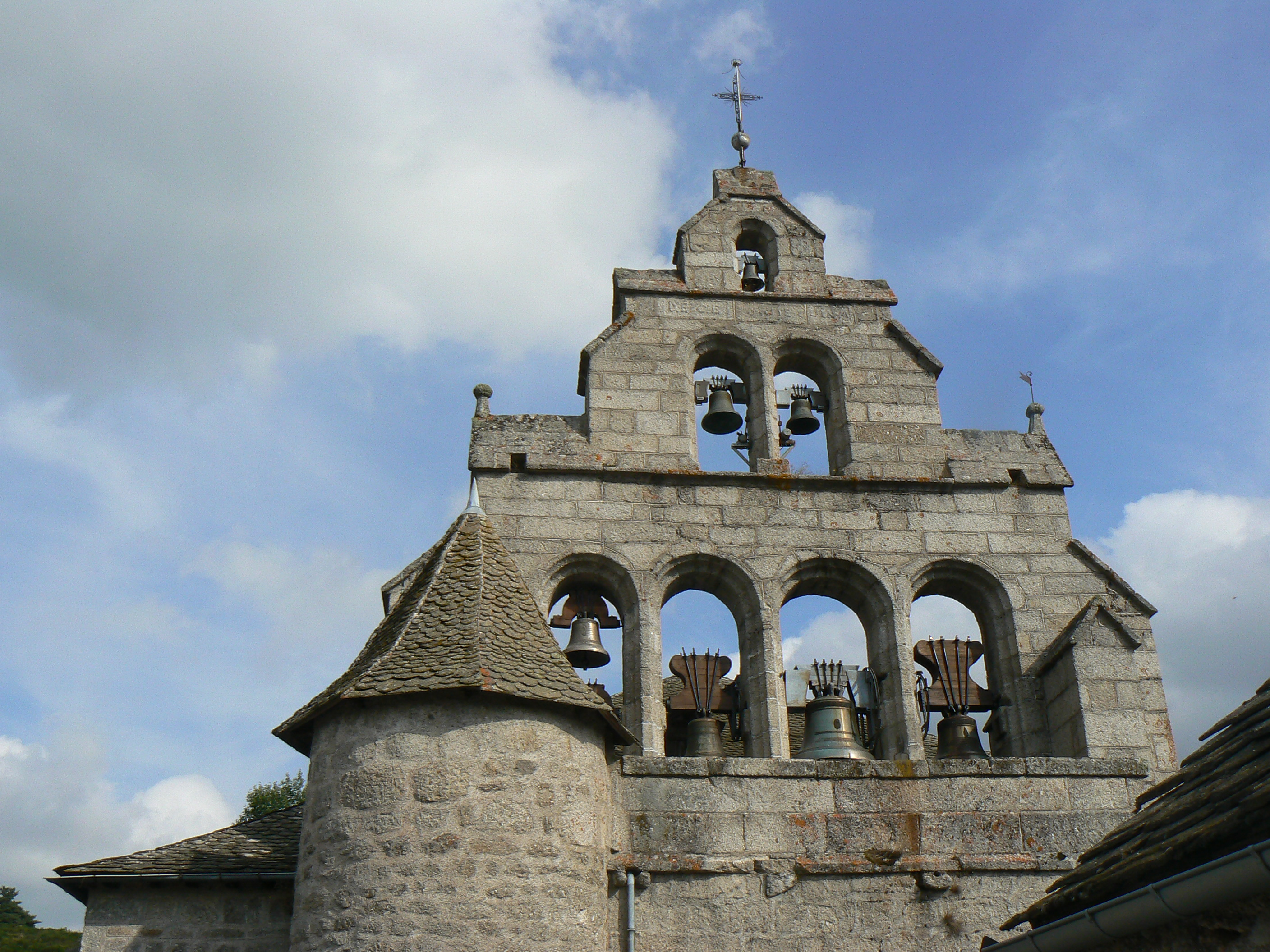
A templom harangtornya
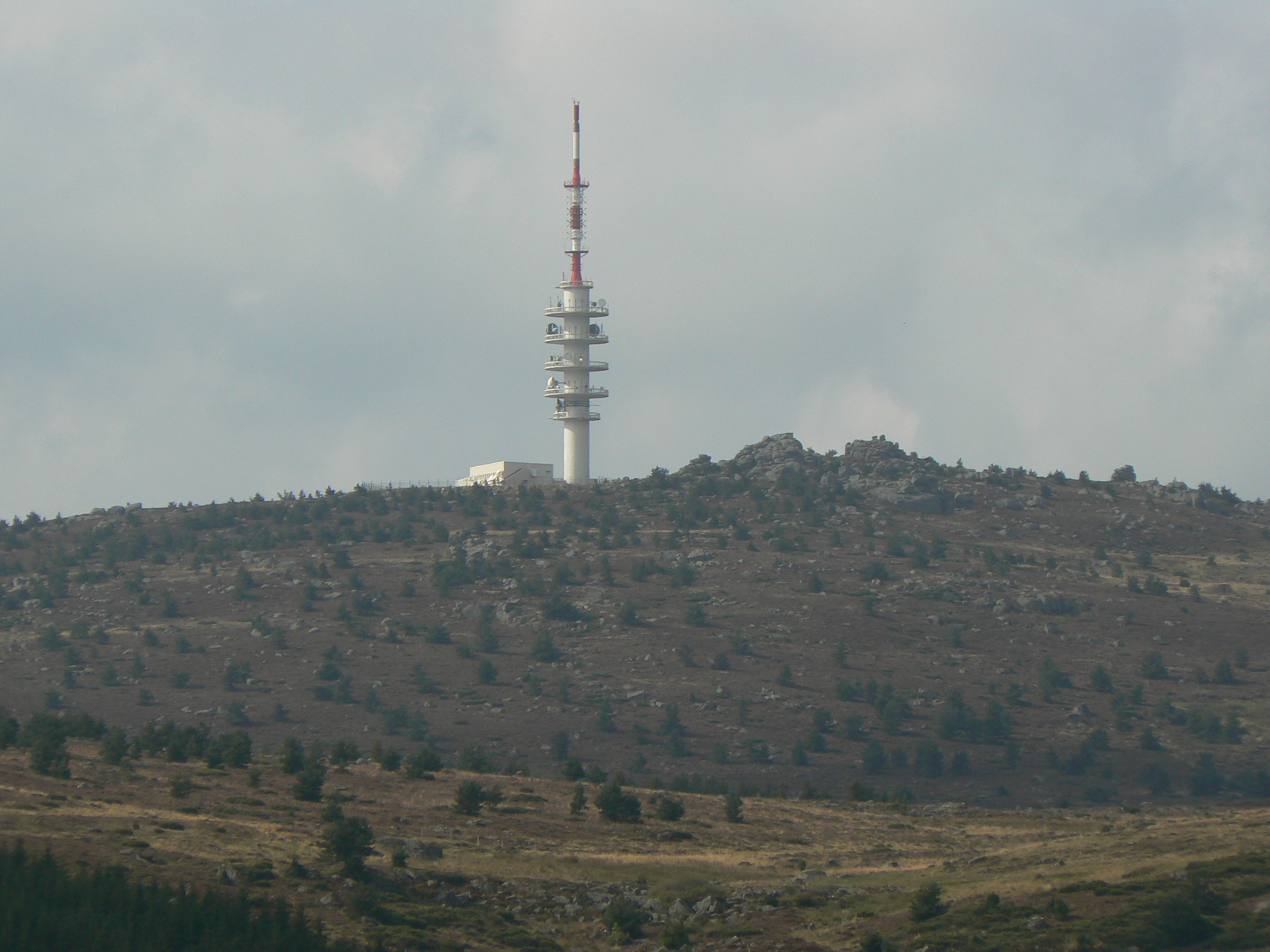
A Truc de Fortunio (1551 m) látképe

## Kapcsolódó szócikk
- Lozère megye községei